# Raibler Schichten

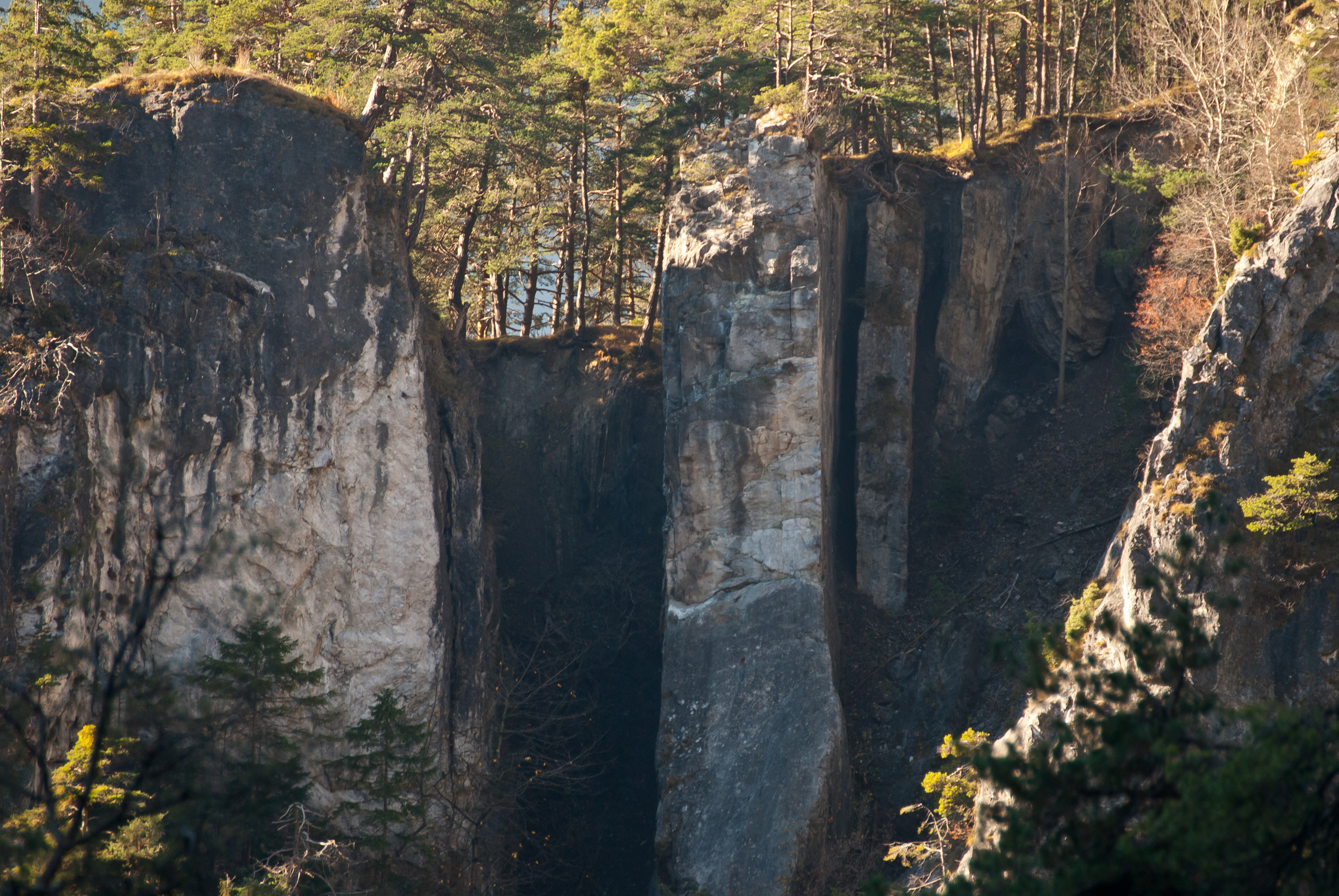
Senkrecht gestellte Raibler Schichten bei Zirl, die leicht verwitterbaren Schichten sind zu einem guten Teil erodiert

Die Raibler Schichten (auch Raibler Band oder Raibl-Formation) sind eine lithostratigraphische Formation der oberen Trias im alpinen Raum. Die Raibler Schichten sind eine Folge verschiedener Sedimente aus der Zeit des Karnium, das ist die älteste (unterste) chronostratigraphische Stufe der Oberen Trias. Kennzeichnend für die Raibler Schichten ist ein großes Spektrum verschiedener Sedimente und ein mehrfacher Wechsel zwischen Kalk, Dolomit, Mergel und klastischen Sedimenten wie Schieferton oder Sandstein. Daneben kommen Evaporite und Rauwacken vor. Die Typuslokalität liegt bei Raibl in
der italienischen Region Friaul-Julisch Venetien. Aufgrund ihrer Verschiedenheit wird die Südalpine Raibl-Gruppe von den Nordalpinen Raibler Schichten unterschieden.
Der Wechsel in den Raibler Schichten ist durch  eine mehrfache Abfolge aus Meeresrückzug und wieder einsetzender Überflutung verursacht. In flachen Meeresbereichen lagerten sich Sedimente ab, diese Meeresbereiche wurden immer seichter und zum Schluss salzhaltiger, es bildeten sich Kalke und Dolomite mit Salz- und Gipseinschlüssen. Dann folgte wieder eine rasche Hebung des Meeresspiegels. Unterhalb grenzen an die Raibler Schichten die Formationen des Wettersteinkalks und der Arlbergschichten, im südalpinen Bereich der Schlerndolomit, oberhalb findet sich die Formation des Hauptdolomits oder Dachsteindolomits, in den Südalpen auch die Carnitza-Formation und erst dann der Dolomia Principale.

## Vorkommen

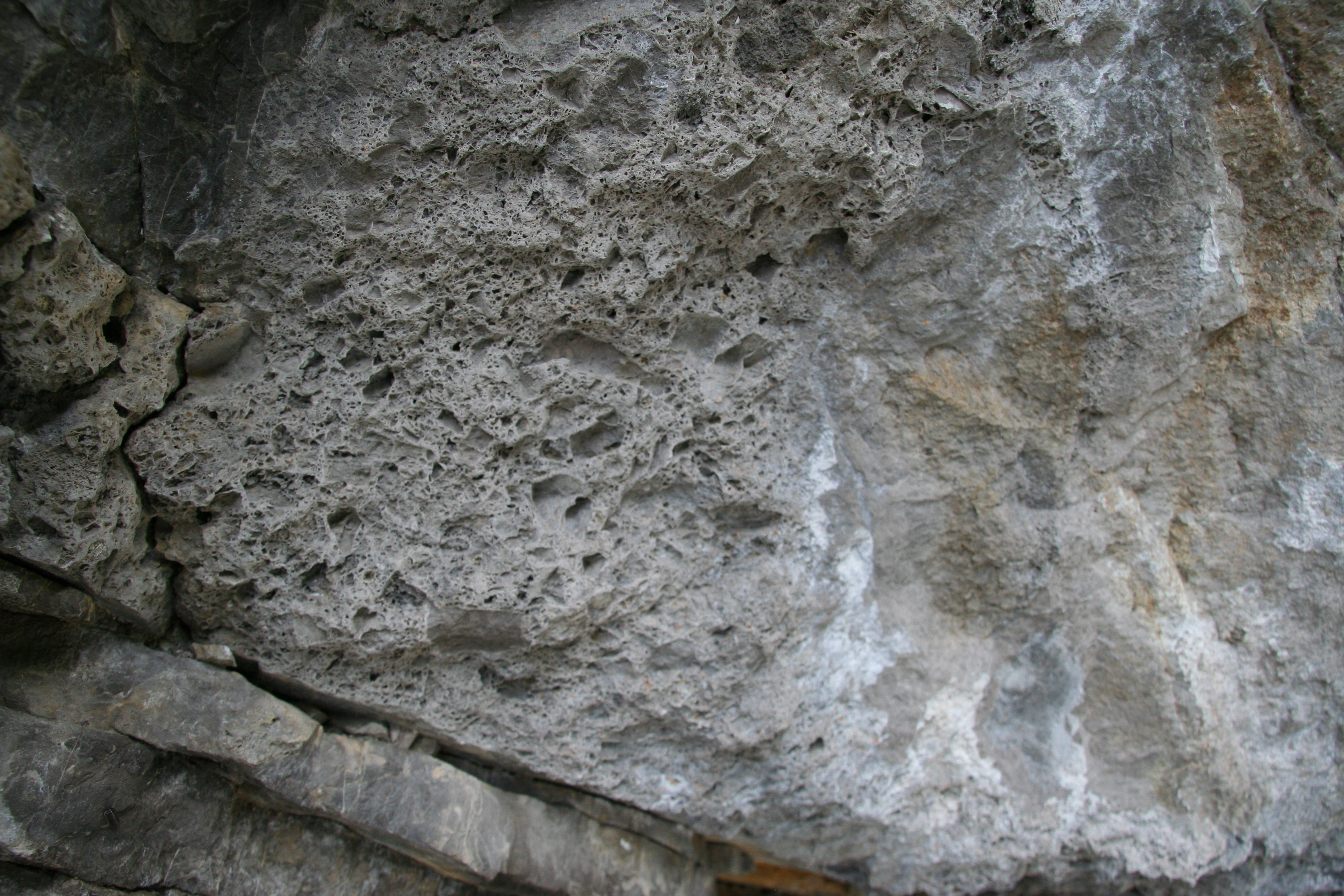
Rauwacke in den Raibler Schichten

Raibler Schichten finden sich sowohl in den Südlichen Kalkalpen als auch in mesozoischen Sedimenten der Zentralalpen und in den Nördlichen Kalkalpen. In den Südalpen sind die Raibler Schichten nicht durchgehend entwickelt und haben sehr unterschiedliche Mächtigkeiten. Im Drauzug, der geologisch zu den Ostalpen gehört, bestehen die Raibler Schichten durchgehend aus einer wechselnden Folge von drei karbonatischen und drei klastischen Horizonten. In den Gailtaler Alpen weisen die Raibler Schichten bedeutende Blei-Zink-Vererzungen auf. Im zentralalpinen Mesozoikum sind die Raibler Schichten sehr unterschiedlich ausgeprägt, so erreichen sie im Landwasser-Ducan-Gebiet in der Schweiz eine Mächtigkeit von 300 oder 400 Metern. In den Tiroler Kalkkögeln hingegen erreichen sie eine Mächtigkeit von maximal zehn Metern. In den Nördlichen Kalkalpen sind die Raibler Schichten sehr weit verbreitet und ebenfalls sehr unterschiedlich entwickelt, so erreichen sie im östlichen Wettersteingebirge eine Mächtigkeit von 400 Metern, nördlich von Zirl immerhin noch 350 Meter.
In der Hallstätter Zone, die in dieser Zeit als tiefes Meeresbecken eine andere Entwicklung nahm, fehlen sie hingegen. Geografisch betrifft der Bereich der Hallstätter Zone unter anderem den Bereich Bad Ischl bis Bad Aussee im Salzkammergut. Im östlichen Bereich der Nördlichen Kalkalpen finden sich Äquivalente zu den marinen Raibler Schichten vor allem in den höheren Decken, etwa im Gebiet der Rax und des Schneebergs. Gegen die Voralpen zu gibt es hingegen die Lunzer Schichten, die vor allem terrigene Ablagerungen darstellen, wie Schiefertone an der Basis, die Reingrabener Schiefer, benannt nach dem Reingraben zwischen Rohr im Gebirge und Gutenstein. Weiters enthalten die Lunzer Schichten Lunzer Sandstein und Arkose, sowie auch Kohlenflöze, die früher an vielen Orten abgebaut wurden. Über diesen Lunzer Schichten treten die ebenfalls karnischen Opponitzer Schichten auf, teilweise dolomitische Kalke und Rauwacken.

## Unterteilung
Eine genauere Unterteilung der Raibler Schichten gibt es im Gebiet der Dolomiten. Auf dem östlichen Kartenblatt der Geologischen Karte der Westlichen Dolomiten werden die Raibler Schichten als Raibl-Gruppe ausgewiesen. Im Gebiet zwischen der Sella und der Fanesgruppe im Osten werden sie von Karbonaten der Schlern-Gruppe, der Sankt-Cassian-Formation und von Cassianer Dolomit unterlagert. Die Raibl-Gruppe selbst ist im östlichen Teil aus der Heiligkreuz-Formation aufgebaut mit dem Fedares-Member, Dibona-Member, Lagazuoi-Member und dem Falzarego-Member. Die letzten beiden Member werden von der Travenanzes-Formation überlagert. Im Sellagebiet weiter westlich besteht die Gruppe nur aus der Pordoi-Formation, die gegen Osten hin mit dem Dibona- und dem Lagazuoi-Member verzahnt ist. Überlagert wird die Raibl-Gruppe von Dolomia principale.

## Raibl-Ereignis

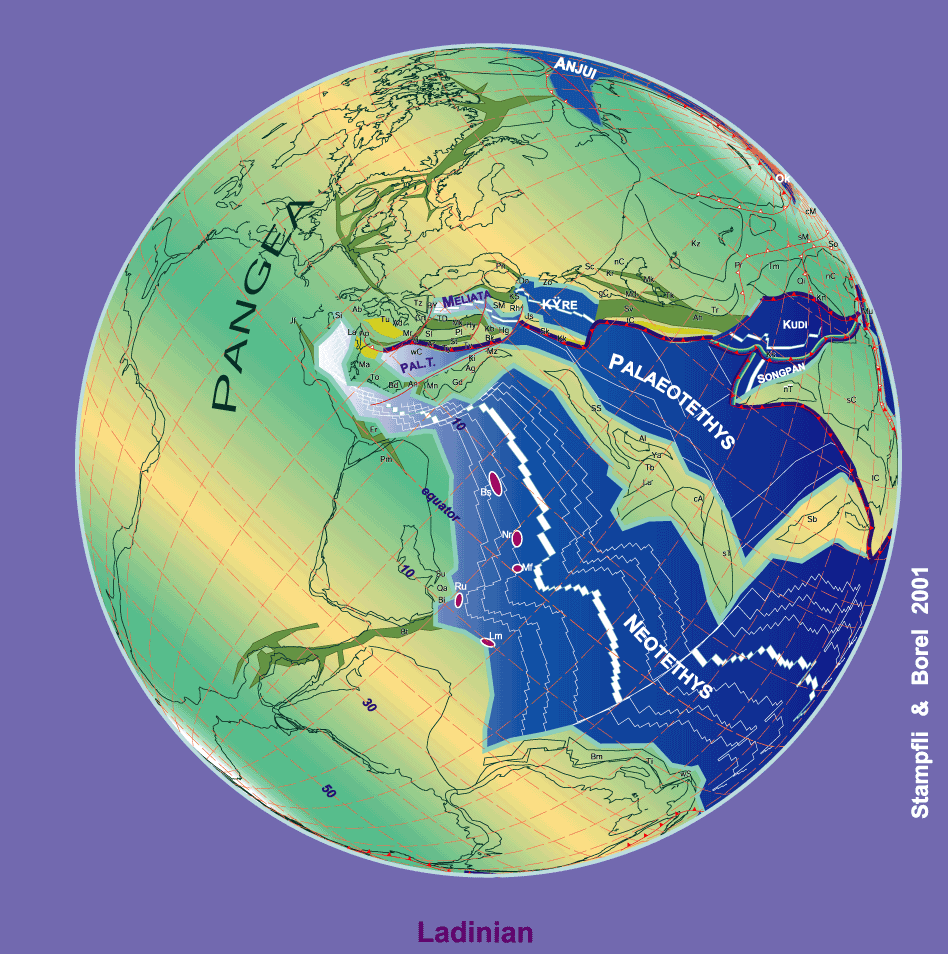
Raum Pangäa, Paläo- und Neotethys, 230 mya

Die Ablagerung der Raibler Schichten beziehungsweise der Lunzer Schichten steht in Zusammenhang mit einem Umbruch in der Sedimentation: Mit der Bezeichnung Raibl-Ereignis oder Reingrabener Wende (im Bereich des Hallstätter Beckens) wird eines der einschneidendsten Ereignisse im nordwestlichen Schelfbereich der Tethys bezeichnet. Gekennzeichnet ist es durch einen abrupten Beginn einer Schüttung klastisch-silikatischer Sedimente und einen Zusammenbruch der Riffsysteme, damit kam die Karbonatproduktion zum Erliegen. Das Raibl-Ereignis war nicht lokal auf den nordwestlichen Rand der Tethys beschränkt, sondern dürfte den Raum der gesamten Tethys betroffen haben. Ursachen könnten eine Erwärmung und damit eine stärkere Niederschlagstätigkeit gewesen sein. Zeitlich ist das Ereignis in das mittlere Karn, das Julium (vor 230 Mio. Jahren), einzuordnen.
Das Klimaereignis selbst ist global und wird als solches Carnian Pluvial Event (CPE), Carnian Wet Intermezzo u. ä. bezeichnet.

### Datierung
Die Nordalpinen Raibler Schichten werden in das Mittlere und Obere Karnium datiert, also in das Julium und Tuvalium. In den Südalpen reichen die Raibler Schichten noch in das Cordevolium hinab.

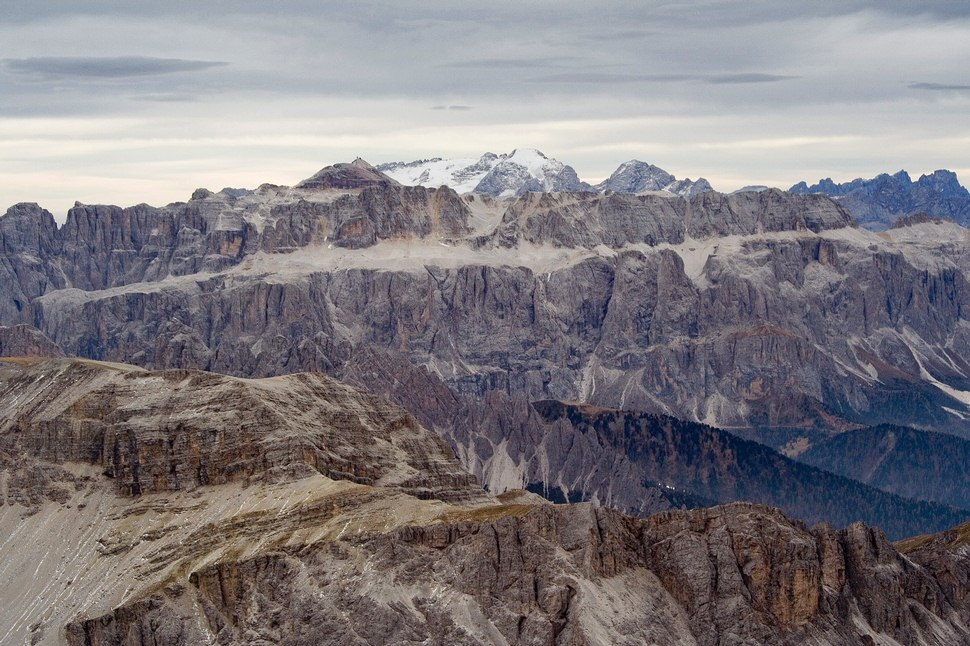
Die Raibler Schichten (hier die Pordoi-Formation) teilen die Sella in den Dolomiten in zwei Stockwerke

## Geomorphologie
Teile der Raibler Schichten sind leicht erodierbar. Das hat Einfluss auf die Geomorphologie, so verdankt die Sella in den Dolomiten ihren charakteristischen Stockwerksbau den Raibler Schichten, die die Trennschicht zwischen dem unteren und dem oberen Stock bilden.

## Hydrogeologie
Durch die wasserstauende Eigenschaft eines Teils der Raibler Schichten bilden sich entlang der Raibler Schichten häufig Quellhorizonte aus.